# Glypta bequaerti
Glypta bequaerti är en stekelart som beskrevs av Dasch 1988. Glypta bequaerti ingår i släktet Glypta och familjen brokparasitsteklar. Inga underarter finns listade i Catalogue of Life.